# Saul Joseph Adelman
Saul Joseph Adelman (18 de noviembre de 1944, Atlantic City) es un astrónomo del departamento de Física del 'college' militar The Citadel, en Carolina del Sur, Estados Unidos. 
Obtuvo su doctorado en Astronomía en el Instituto Tecnológico de California en 1972.
Es coautor del Libro Bound for the Stars: Travel in the Solar System and Beyond (Frontera Estelar: Viaje por el Sistema Solar y más allá) (1981, ISBN 0-13-080382-0).